# Spoorlijn Langå - Struer
De spoorlijn Langå - Struer is een regionale spoorlijn tussen Langå en Struer van het schiereiland Jutland in Denemarken.

## Geschiedenis
De spoorlijn werd in drie fasen geopend door de Danske Statsbaner. Het gedeelte Langå - Viborg op 21 juli 1863, van Viborg naar Skive op 17 oktober 1865 en van Skive naar Struer op 17 november 1865. Zowel bij Viborg als Skive is het tracé in de loop der tijd verlegd. Beide stations zijn oorspronkelijk gebouwd als kopstation en later verplaatst nadat de spoorlijn zo was gelegd dat er geen kop meer gemaakt hoefde te worden.

## Huidige toestand
Thans wordt de lijn door zowel de DSB als Arriva geëxploiteerd.

## Aansluitingen
In de volgende plaatsen is of was er een aansluiting op de volgende spoorlijnen:

### Langå
- Århus - Aalborg
- Langå - Bramming (Diagonalbanen)

### Rødkærsbro
- Rødkærsbro - Silkeborg

### Viborg
- Herning - Viborg
- Mariager - Viborg
- Viborg - Ålestrup (Himmerlandsbanerne)

### Skive
- Skive - Glyngøre (Sallingbanen)
- Skive - Spøttrup

### Struer
- Esbjerg Struer (Den vestjyske længdebane)
- Struer - Thisted (Thybanen)